# Ratno Dolne

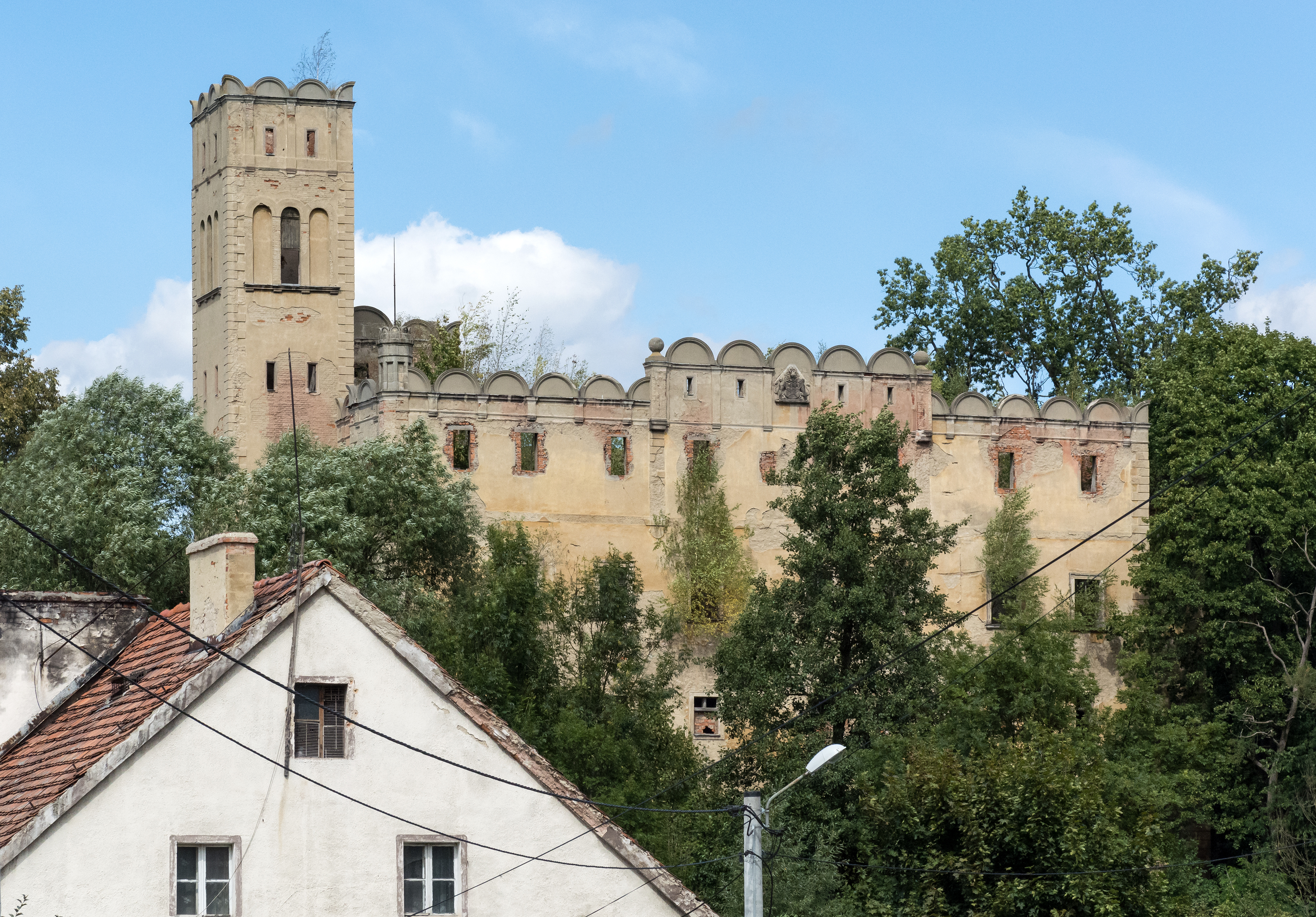
Ruine des Schlosses Niederrathen

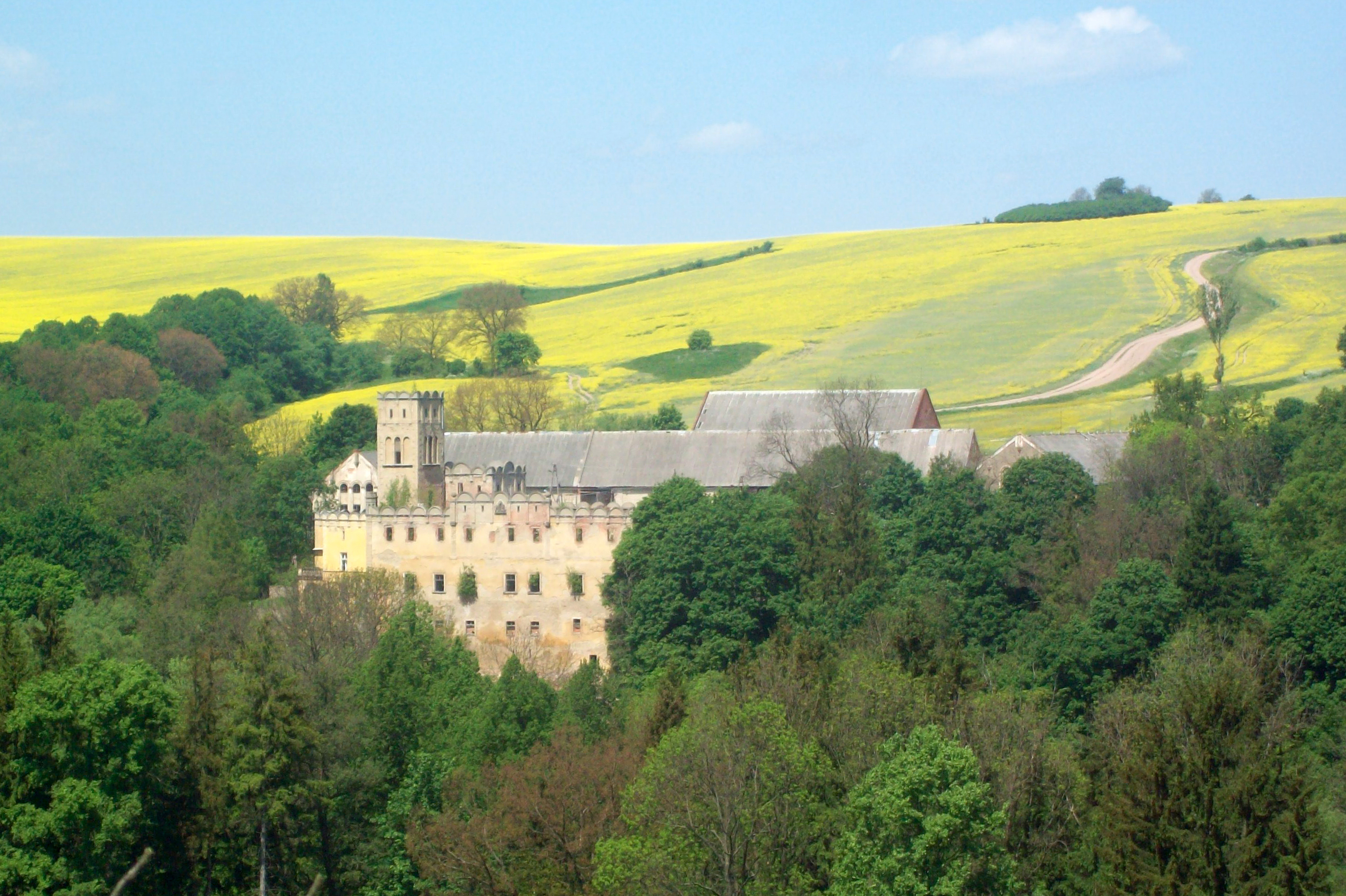
Luftaufnahme der Schlossruine Niederrathen

Ratno Dolne (deutsch: Niederrathen) ist ein Dorf in der Stadt- und Landgemeinde Radków (Wünschelburg) im Powiat Kłodzki der Woiwodschaft Niederschlesien in Polen.

## Geographie
Ratno Dolne liegt am Nordrand des Heuscheuergebirges, neun Kilometer südlich von Nowa Ruda (Neurode). Es wird von der Posna durchflossen, einem rechten Nebenfluss der Steine (polnisch Ścinawka). Nachbarorte sind Ścinawka Górna (Obersteine) im Norden, Ścinawka Średnia (Mittelsteine) im Osten, Raszków (Seifersdorf) im Südosten, Wambierzyce (Albendorf) im Süden sowie Ratno Górne (Oberrathen) und Radków im Westen.

## Geschichte
Vermutlich im 11. Jahrhundert entstand auf einem Felsvorsprung über der Posna eine böhmische Landwehr, die der Landesverteidigung diente. Um sie bildete sich nachfolgend eine Herrschaft, die erstmals 1347 unter der Bezeichnung „Ratyn“ erwähnt wurde und im Besitz der Herren von Muschcin (Moschen) war. 1368 verkauften die Gebrüder Heinrich, Gunter, Wolfhart und Niklas von der Sterz Rathen an Titzko (Tschyn) von Panewicz. 1404 ist ein „Wolfram von Panewicz zum Rathin“ belegt, der das Amt eines Mannrechtsbeisitzers bekleidete. Bei dessen Nachkommen verblieb Rathen bis 1485, als es an den Hofmarschall des Glatzer Grafen Heinrich d. Ä. Zbinko von Buchau (tschechisch Zbyněk z Buchova) gelangte. 1494 erwarb Herzog Heinrich d. Ä. den Rathenhof, nach dessen Tod 1498 gelangte es 1501 an Ulrich von Hardegg. Dieser verlieh 1505 die Veste Rathen nebst einem Vorwerk dem Stefan Pantzinger. 1514–1613 war Rathen im Besitz des Adelsgeschlechts von Reichenbach. Nächste Besitzer waren Carl von Sebottendorf und Peter Langwies. 1675 erwarb Daniel Paschasius von Osterberg das Gut und Dorf Niederrathen, von dem es auf seinen Sohn Johann Anton überging. Seit 1679 gehörte Rathen, das vorher immer zur Pfarrei Wünschelburg gehörte, zur Pfarrei Albendorf. 1761 erwarb Ober- und Niederrathen der Neuroder Kommerzienrat Leopold Genedel, über dessen Erben es 1854 an Woldemar von Johnston (1806–1860) und nachfolgend an dessen Sohn Maximilian von Johnston (1847–1918) kam. Maximilians Witwe – Elisabeth Jacquemin D'Hauteville (1849–1933) – übertrug den Besitz an den Baron Josef von Blanckart (* 1899) und dessen Ehefrau, die Freiin Elisabeth-Luise von Münchhausen (1895–1978) und Enkelin des Maximilian von Johnston.
Nach dem Ersten Schlesischen Krieg 1742 und endgültig mit dem Hubertusburger Frieden 1763 kam Niederrathen zusammen mit der Grafschaft Glatz an Preußen. Nach der Neugliederung Preußens gehörte es ab 1815 zur Provinz Schlesien, die in Landkreise aufgeteilt war. 1816–1853 war der Landkreis Glatz, 1854–1932 der Landkreis Neurode zuständig. Nach dessen Auflösung 1933 gehörte Niederrathen bis 1945 wiederum zum Landkreis Glatz.
Mit der Verlängerung und Inbetriebnahme der Eulengebirgsbahn von Mittelsteine – Wünschelburg erhielt Niederrathen 1903 Bahnanschluss.
Als Folge des Zweiten Weltkriegs fiel Niederrathen mit dem größten Teil Schlesiens 1945 an Polen und wurde in Ratno Dolne umbenannt. Die deutsche Bevölkerung wurde vertrieben. Die neu angesiedelten Bewohner waren zum Teil Heimatvertriebene aus Ostpolen, das an die Sowjetunion gefallen war. 1975–1998 gehörte Ratno Dolne zur Woiwodschaft Wałbrzych (Waldenburg).

## Sehenswürdigkeiten
- Schloss Ratno Dolne
- Das Gebäude westlich des Schlosses diente ehemals als Hofkanzlei. Es wurde im 3. Viertel des 17. Jahrhunderts errichtet und 1872 umgebaut.